# Нанти-Гло (Пенсилванија)
Нанти-Гло (енгл. Nanty-Glo) град је у америчкој савезној држави Пенсилванија.

## Демографија
По попису из 2010. године број становника је 2.734, што је 320 (-10,5%) становника мање него 2000. године.
| Група             | 2000.         | 2010.         |
| Белци             | 3.028 (99,1%) | 2.665 (97,5%) |
| Афроамериканци    | 7 (0,2%)      | 10 (0,4%)     |
| Азијати           | 0 (0,0%)      | 2 (0,1%)      |
| Хиспаноамериканци | 9 (0,3%)      | 25 (0,9%)     |
| Укупно            | 3.054         | 2.734         |